# Carlo Maria Lenzi
Carlo Maria Lenzi (Palermo, 8 febbraio 1761 – 5 aprile 1825) è stato un vescovo cattolico italiano.

## Biografia
Nacque a Palermo, sede dell'omonima diocesi, l'8 febbraio 1761.
Fu ordinato presbitero il 19 febbraio 1785.
Il 3 maggio 1818 re Ferdinando I lo indicò come vescovo di Lipari e fu nominato da papa Pio VII il 25 maggio successivo. Ricevette l'ordinazione episcopale il 7 giugno dal cardinale Giulio Maria della Somaglia, vicario generale di Sua Santità per la diocesi di Roma, co-consacranti gli arcivescovi Carlo Zen e Francesco Serra-Cassano, nunzi apostolici rispettivamente in Svizzera e in Baviera.
Morì il 5 aprile 1825 dopo sette anni di governo pastorale della diocesi.

## Genealogia episcopale
La genealogia episcopale è:
- Cardinale Scipione Rebiba
- Cardinale Giulio Antonio Santori
- Cardinale Girolamo Bernerio, O.P.
- Arcivescovo Galeazzo Sanvitale
- Cardinale Ludovico Ludovisi
- Cardinale Luigi Caetani
- Cardinale Ulderico Carpegna
- Cardinale Paluzzo Paluzzi Altieri degli Albertoni
- Papa Benedetto XIII
- Papa Benedetto XIV
- Papa Clemente XIII
- Cardinale Marcantonio Colonna
- Cardinale Giacinto Sigismondo Gerdil, B.
- Cardinale Giulio Maria della Somaglia
- Vescovo Carlo Maria Lenzi, Sch.P.